# Зимницы (Рязанская область)
Зимницы — деревня в Клепиковском районе Рязанской области. Входит в состав Ненашкинского сельского поселения.

## География
Находится в северной части Рязанской области на расстоянии приблизительно 9 км на север-северо-восток по прямой от районного центра города Спас-Клепики.

## История
В 1859 году здесь (тогда деревня Рязанского уезда Рязанской губернии) было учтено 42 двора, в 1897 — 53.

## Население
Численность населения: 317 человек (1859 год), 338 (1897), 9 в 2002 году (русские 100 %), 0 в 2010.